# Pravi križ
 Pravi križ je naziv za fizičke ostatke drvenog križa za koga se vjeruje da je na njemu, prema kršćanskoj tradiciji, razapet Isus.
Prema postnicejskim povjesničarima, Sokratu Skolastiku i drugim autorima, carica Helena (o. 250. – o. 330.), majka Konstantina, prvog kršćanskog cara Rima, je oko 326. – 328. putovala po Svetoj zemlji, podižući crkve i osnivajući zaklade za pomoć siromašnima. Poslije, odnosno krajem 4. stoljeća, se u tekstu Gelazija iz Cezareje, a nakon njega u Rufin Akvilejski, tvrdilo kako je otkrila skrovište za tri križa, za koje se vjerovalo da su korišteni za Isusovo razapinjanje.
Mnoge crkve danas posjeduju fragmentarne ostatke za koje se po tradiciji tvrdi kako potječu od Pravog križa. Njihova autentičnost nije opće prihvaćena od svih kršćanskih vjernika i točnost izvještaja od otkriću Pravog križa je upitna za neke kršćane. Prihvaćanje i vjerovanja tradicija koje se vezuju uz ranu kršćansku crkvu je uglavnom ograničeno na katoličku i Pravoslavne Crkve. Srednjovjekovne legende vezane uz Pravi križ se, pak, značajno razlikuju u katoličkim i pravoslavnim tradicijama. S druge strane, i Katolička i Pravoslavne Crkve slave Helenu kao sveticu, kao i anglikanska zajednica.

## Križarski ratovi
Za vrijeme križarskih ratova križari su koristili relikviju Pravog križa smještenu untar velikog srebrnog križa kojeg su nosili ispred vojske pred početak bitke, kako bi imali Božju naklonost. Križ je zadnji put nošen tijekom bitke kod Hattina 1187. godine, nakon čega mu se gubi svaki trag.

## Vanjske poveznice
- Catholic Encyclopedia: "True Cross," a Catholic view (engl.)
- OCA Synaxarion: Exaltation of the Cross, traditional Orthodox view (engl.)
- Fernand Cabrol, "The true Cross": a Catholic view (engl.)
- The Holy Cross in Jerusalem (engl.)